# Titantrisulfid
Titantrisulfid TiS3 ist eine chemische Verbindung aus der Gruppe der Titansulfide, die bei 600 °C aus den Elementen hergestellt werden kann. Es bildet silberschwarz glänzende oder mattschwarze und daher graphitähnliche, aber nadelförmige Kriställchen.
Titantrisulfid enthält vierwertiges Titan, pro Formeleinheit formal ein Ti4+, ein Sulfidanion S2− und ein Disulfidanion S22−: Ti(S)(S2).
Jedes Titanatom ist im Kristall von sechs Schwefelatomen umgeben, die ein verzerrtes trigonales Prisma um das Titan bilden. Die Prismen sind so übereinander angeordnet, dass die Titanatome in den Prismenmitten auf einer Gerade übereinanderliegen. Die enthaltenen Disulfidanionen liegen an einer Rechteckseite des trigonalen Prismas, immer auf derselben Seite der gestapelten Prismen, wie eine Leiter mit den S-S-Bindungen als Leitersprossen.
Eine relativ gut untersuchte Reaktion des Titantrisulfides ist die mit Butyllithium: Es entsteht Li3TiS3; dabei wird Wärme frei.